# Stazione di Nagaoka
La Stazione di Nagaoka (長岡駅?, Nagaoka-eki) è una stazione ferroviaria della città di Nagaoka, nella prefettura di Niigata della regione di Kōshin'etsu utilizzata dai servizi Shinkansen e da alcune linee locali.

## Linee
- East Japan Railway Company
  - ■ Jōetsu Shinkansen
  - ■ Linea Jōetsu
  - ■ Linea principale Shin'etsu